# 493 v.Chr.
Het jaar 493 v.Chr. is een jaartal volgens de christelijke jaartelling.

## Gebeurtenissen

### Italië
- Postumius Cominius Auruncus en Spurius Cassius Vecellinus zijn consul in het Imperium Romanum.
- Door het foedus Cassianum wordt Rome leider van de Latijnse Liga.
- Rome verdringt de Keltische stammen Aequi en Volsci uit de Povlakte.

### Griekenland
- Piraeus, de havenstad van Athene wordt gesticht.
- Histiaeus, tiran van Milete, wordt door de Perzen gevangengenomen en gekruisigd.
- Themistocles wordt benoemd tot archont van Athene en laat de Atheense vloot opbouwen.

## Overleden
- Histiaeus, tiran van Milete